# Myriam Palacios
Myriam Isabel Palacios Piña (18 tháng 12 năm 1936 – 18 tháng 3 năm 2013) là diễn viên điện ảnh và diễn viên hài người Chile. Bà tham gia diễn kịch trong nhà hát, diễn các bộ phim và trên truyền hình. Bà là người chiến thắng hai giải thưởng của APES nhờ các cống hiến về nghệ thuật kịch.

## Tiểu sử
Myriam Palacios sinh ra ở quận Victoria, vùng Araucanía. Cha mẹ bà là Héctor Palacios và Isabel Piña. Bà tham gia học khóa đào tạo sân khấu tại Nhà hát Đại học Concepción và Trường Sân khấu thuộc Đại học Chile (1960). Bà tham gia đóng vở kịch mang tên Tres Marías y una Rosa, đạo diễn Raúl Osorio. Vở kịch này rất thành công và được biểu diễn ở nhiều quốc gia khu vực Mỹ Latin và Châu Âu
Bà đóng khá nhiều bộ phim thể loại telenovela, và tham gia làm diễn viên hài trong chương trình De chincol a jote và Jappening con ja. Bộ phim truyền hình đầu tay của bà ra mắt vào năm 1988, bộ phim Gonzalo Justiniano's Sussi. Bà cũng tham gia đóng Caluga o menta (1990), Amnesia (1994), The Sentimental Teaser (1999), và Coronation (2000). Bà nhận được đề cử giải thưởng Altazor Award.
Năm 2000, Palacios giành giải Nữ diễn viên điện ảnh xuất sắc nhất của giải Syndicate (SIDARTE) và giành hai giải thưởng APES cho các vai diễn trong các vở kịch Chiloé cielos cubiertos và La pérgola de las flores.
Cuối đời, bà bị mắc hội chứng Alzheimer và sống trong viện dưỡng lão trong 6 năm. Bà mất vào ngày 8 tháng 3 năm 2013, thọ 76 tuổi.

## Các bộ phim

### Phim
- El 18 de los García (1983) trong vai Clementina
- Sussi [es] (1987) trong vai Nelida
- Hechos consumados [es] (1988) trong vai Eloisa
- Consuelo [es] (1988) trong vai Ursulina
- Caluga o menta (1990) trong vai Sra de clase alta
- Dos mujeres en la ciudad (1990) trong vai Altagracia
- La niña en la palomera (1991) trong vai Inés
- The Shipwrecked (1994)
- Amnesia (1994)
- Pasión gitana (1997)
- The Sentimental Teaser (1999)
- Coronation (2000)
- Las golondrinas de Altazor (2006) trong vai cô thợ may (vai cuối cùng trong sự nghiệp)[11]

### Truyền hình

#### Phim thể loại telenovelas và series truyền hình
| Telenovelas        | Telenovelas              | Telenovelas                  | Telenovelas |
| Năm                | Tên phim                 | Nhân vật                     | Kênh        |
| ------------------ | ------------------------ | ---------------------------- | ----------- |
| 1982               | Celos                    | Clotilde                     | Canal 13    |
| 1983               | Las herederas            | Magdalena                    | Canal 13    |
| 1984               | La represa               | Auristela Novoa              | TVN         |
| 1985               | Matrimonio de papel      | María Chamorro               | Canal 13    |
| 1986               | La villa                 | Elcira Díaz                  | TVN         |
| 1987               | Mi nombre es Lara        | Corina                       | TVN         |
| 1989               | Bravo                    | Rufina                       | Canal 13    |
| 1993               | Marrón Glacé             | Chela                        | Canal 13    |
| 1994               | Champaña                 | Florita                      | Canal 13    |
| 1995               | El amor está de moda     | Rosalía                      | Canal 13    |
| 1995               | Amor a domicilio         | Helga Holguett               | Canal 13    |
| 1996               | Marrón Glacé, el regreso | Chela                        | Canal 13    |
| 1997               | Playa salvaje            | Lídia Meneses                | Canal 13    |
| 1999               | Fuera de control         | Trinidad Sanhueza            | Canal 13    |
| 2001               | Corazón pirata           | Felicinda Sánchez            | Canal 13    |
| Series truyền hình |                          |                              |             |
| Năm                | Tên phim                 | Nhân vật                     | Kênh        |
| 1989               | Teresa de los Andes      | Hermana Juana del Niño Jesús | TVN         |
| 1997               | Las historitas de Sussi  | Doña Guberlinda              | TVN         |

#### Các chương trình khác
- De chincol a jote
- Jappening con ja [es][3]
- Morandé con compañía [es]